# Liebe ist (k)ein Wettkampf
Liebe ist (k)ein Wettkampf (jap. 阿部くんに狙われてます Abe-kun ni Nerawaretemasu) ist eine Manga-Serie von Aki Iwai, die ab 2018 in Japan veröffentlicht wurde. Eine deutsche Übersetzung der romantischen Komödie um eine Dreiecksbeziehung zwischen einer Schülerin und einem muskulösen und einem schmächtigen Mitschüler erscheint seit 2021.

## Inhalt
Seit ihrer Kindheit ist Akari Yae mit Takuto Hoshino befreundet. Sie schätzt seine sanfte, engelsgleiche Art. Sein glattes Gegenteil ist der an der ganzen Schule bekannte und beliebte Kazune Abe: Groß, sportlich und bald Vertreter der Schule bei der Landesmeisterschaft in Karate. Im Gegensatz zu ihren Freundinnen, die für Abe schwärmen, findet Akari ihn nur aufgeblasen, ungehobelt und frech. So hält sie sich lieber von ihm fern. Doch auch Takuto ist von Abe begeistert und will ihm nacheifern. Als sich Abe dann beim Basketball verletzt, weil er Akari vor einem Ball schützt, will sie nicht schuld sein an einem Ausfall des Spitzensportlers der Schule. Also begleitet sie ihn sofort ins Krankenzimmer und sorgt sich um ihm. Abe jedoch ist von Akaris Fürsorge viel mehr angetan, als ihr lieb ist, und gesteht ihr sogleich seine Liebe. Zwar weist sie ihn zurück, doch der Ehrgeiz des Sportlers wurde geweckt und lässt ihn nicht so leicht aufgeben.
Auf Takuto ist Abe zwar schnell eifersüchtig, sieht in dem schmächtigen Jungen aber keine wirkliche Konkurrenz. Der wiederum ist von Akaris plötzlicher Nähe zu seinem Idol Abe begeistert und will gern mit ihm trainieren, was Abe nutzt, auch Akari einzuladen. So bemüht er sich, auch mit Hilfe Takutos, stetig seine Geliebte für sich zu gewinnen, während die weiterhin eher Gefühle für Takuto hat – der wiederum nichts davon ahnt.

## Veröffentlichung
Der Manga wurde von 2018 bis 2024 vom Verlag Kodansha auf der Online-Plattform Palcy veröffentlicht. Später wurden die Kapitel gesammelt in 13 Bänden veröffentlicht.
Eine deutsche Veröffentlichung startete im Oktober 2021 bei Tokyopop. Der 13. und letzte Band kam im Oktober 2024 heraus. Im Januar 2024 veröffentlichte der Verlag ein Starter Pack, das die ersten beiden Bände umfasst. Auf Englisch erscheint die Serie beim amerikanischen Ableger von Kodansha, wie in Japan so auch in Nordamerika online.